# Ева Копач
Ева Божена Копач (Скаришев, 3. децембар 1956) је пољска политичарка која је била на позицији потпредседника Европског парламента од 2019. године. Претходно је била маршал Сејма од 2011. до 2014. године, и тиме је постала прва жена на тој функцији, а претходно је била и премијерка Пољске од 2014. до 2015. године. Поред тога, била је на позицији министарке здравља од 2007. до 2011. године. Од 2001. године је чланица Грађанске платформе, којом је председавала између 2014. и 2016. године. Наследила је Доналда Туска на месту премијера, поставши друга жена на тој функцији после Хане Сухоцке (1992–1993). Њен премијерски мандат се завршио 16. новембра 2015, када ју је наследила Беата Шидло.
Пре уласка у политику, радила је као педијатар и лекар опште праксе. Описана је као једна од лидерки Европске уније током њеног премијерског мандата. У магазину Форбс је била рангирана као 40. најмоћнија жена на свету 2015. године, стављајући је тко испред британске краљице Елизабете II и америчке телевизијске личности Елен Деџенерес .

## Биографија
Ева Копач је рођена у Скаришеву. Она је ћерка Мечислава и Кристине Лис. Њен отац је био запослен као механичар, а мајка је радила као кројач. Одрасла је у граду Радом, где је завршила средњу школу. 1981. године је дипломирала на Медицинском универзитету у Лублину . Одрадила је специјализацију из области породичне медицине („специјализација другог степена“) са фокусом на педијатрију („први степен“). Радила је на клиникама у селима Ороњско и Хлевиска (тадашњем граду Шидловец) где је до 2001. године била на челу локалне здравствене установе.
Осамдесетих година прошлог века се ридружила Уједињеној народној партији . Почела је активно да се бави политиком након што се њен покојни супруг, Марек Копач, тужилац, неуспешно кандидовао за парламент.
Деведесетих година прошлог века се придружила Унији слободе и председавала је структурама странке у покрајини Радом. На локалним изборима 1998. године, регионално веће ју је изабрало за одборника Мазовског војводства .
2001. године напушта Унију слободе и придружила се новооснованој политичкој странци Грађанска платформа . Потом је 2005. године ушла у парламент, где је постала шефица Одбора за здравство. Радила је као председавајућа структура Грађанске платформе за подручје Мазовије.
Први пут је постала посланик Сејма 2001. године. Потом је поново изабрана 2005, 2007. и 2011. године. У новембру 2011. изабрана је за маршала Сејма.
2009. године је стекла известан степен међународне популарности захтевајући од фармацеутских компанија да представе предности вакцина против свињског грипа и захтевајући да преузму пуну одговорност за нежељене ефекте. Она је саветовала пољску владу да сачека док се не уради адекватно тестирање вакцине пре него што се уложи у њу, наводећи чињеницу да сезонски грип сваке године премашује тренутне критеријуме СЗО за пандемију, али није проглашена пандемија овог много опаснијег сезонског грипа. Пољска влада је одбила да купи вакцину.

### Премијерка Пољске
22. септембра 2014. године је положила заклетву као премијерка, након што је Доналд Туск поднео оставку са циљем преузимања дужности председника Европског савета и формирао владу. Дана 8. новембра 2014. године положила је заклетву као лидерка Грађанске платформе.
У свом првом великом говору о политици са премијерске позиције, обећала је више континуитета у вођењу спољне политике државе. Она је рекла да се њена влада неће залагати за распад суседне Украјине и да ће се залагати за веће америчко војно присуство у Пољској као механизам одвраћања од могуће руске агресије.  Из домаћих политичких разлога одлучила је да замени министра иностраних послова Радослава Сикорског својим партијским ривалом Гжегожом Схетином. Сикорски је накнадно изабран за маршала Сејма.
На свом првом самиту ЕУ у октобру 2014. године успела је да убеди остале државе чланице да Пољска заслужује уносне уступке као део споразума о смањењу европских емисија угљеника.  Након што је Европска комисија покренула прекршајни поступак против Пољске због кршења нивоа загађења честицама и спровела истраживање извештаја по којима је држава прекорачила границе азотних оксида, њена влада је 2015. прогласила годином побољшања квалитета ваздуха и подржала предлог да се регионалне власти оснаже да сузбију загађење и да раде на смањењу процеса сагоревања дрва.
На локалним изборима у Пољској 2014. године, њена странка је уместо привукла мање гласова од опозиције по први пут после скоро једне деценије.
У оквиру реконструкције кабинета у јуну 2015. године, уклоњена су три министра након изненадног пораза председника Бронислава Коморовског, њеног партијског савезника , на председничким изборима . Она је такође деградирала званичника који је до тада надгледа пољске обавештајне службе.  Уместо њих, поставила је, до тада, релативно непознате особе у своју владу у настојању да поврати поверење бирача и избегне пораз на предстојећим изборима. Именовани су бивши олимпијски веслач Адам Корол, који је именован за министра спорта и туризма, и Маријан Зембала, прослављени кардиохирург, који је постао нови министар здравља.
На националним изборима је добила 230 894 гласа, што је био највиши појединачни резултат у земљи, а добила је и мандатну посланицу парламента у осмом мандату. Међутим, њена странка је изгубила изборе. Она је, у складу са уставом, са свим осталим члановима свог кабинета поднела оставку на првој седници новоизабраног Сејма. Остала је на функцији све док њена наследница Беата Шидло није положила заклетву 16. новембра 2015.

### Посланичко место у Европском парламенту
Откако је постала члан Европског парламента након европских избора 2019. године, била је једна од његових потпредседника ; у овом својству, била је део руководства парламента под председницима Давидом Сасолијем (2019–2022) и Робертом Метсолом (од 2022. године).  У оквиру Групе Европске народне партије десног центра (ЕПП), она је део лидерског тима око председника Манфреда Вебера. Касније се придружила и Специјалном комитету за борбу против рака (2020)  и Посебном комитету за пандемију КОВИД-19 (2022).
Поред својих задатака у одбору, чланица је групе посланика против рака.

## Лични живот
Када је Тускова сестра Соња 2005. године доживела мождани удар, Ева се укључила у њено лечење, путујући са њом у болнице широм Пољске.
Била је удата за Марека Копача до 2008. године   и из брака има ћерку Катажину.